# Depressione caspica

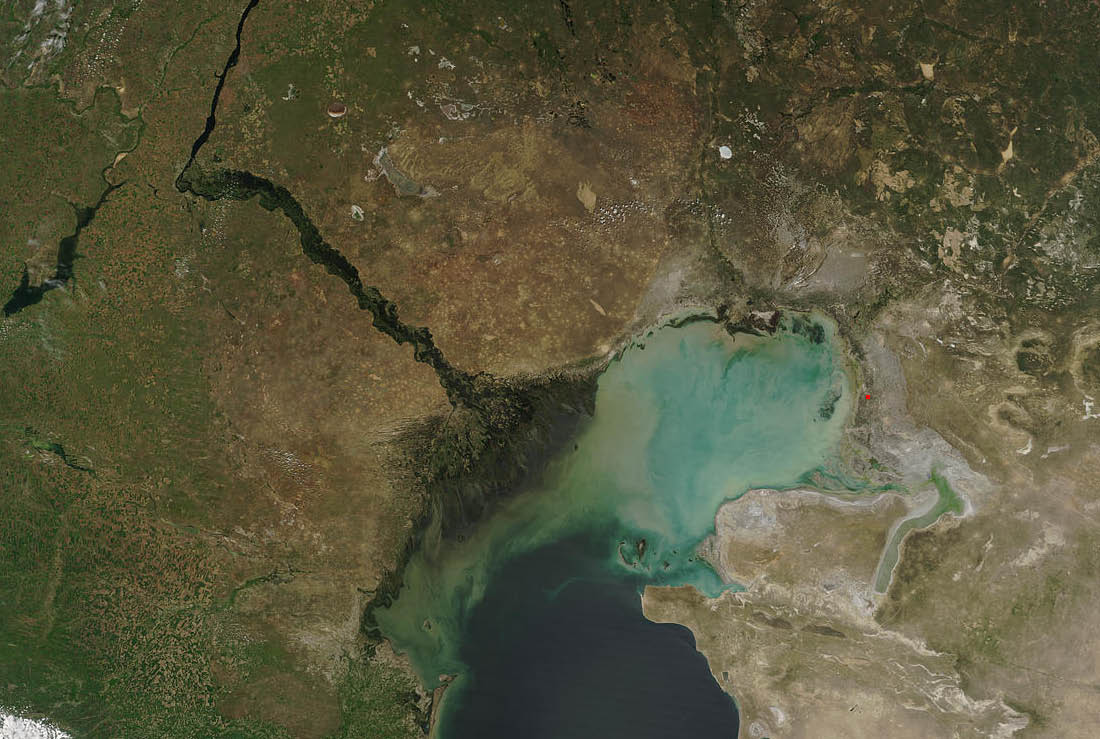
Vista satellitare NASA della depressione caspica. Si distinguono, nella parte centrale dell'immagine, il basso corso e il delta del Volga.

La depressione caspica (in russo Прикаспи́йская ни́зменность?, Prikaspìjskaja nìzmennost') è una regione geografica posta tra l'Asia centrale e l'Europa orientale, estesa per circa 200000 km² tutto attorno alle coste settentrionali del mar Caspio, nei territori della Russia europea e del Kazakistan. È situata interamente al di sotto del livello medio dei mari: intorno alle coste del bacino la quota è di -26,5 metri.

## Descrizione geografica

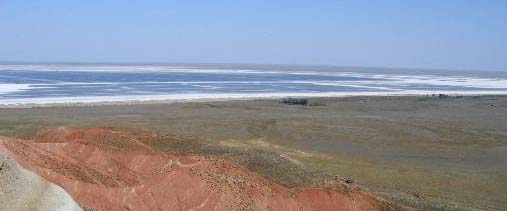
Paesaggio semidesertico attorno al lago salato di Baskunčak, non lontano dalle coste settentrionali del mar Caspio.

La Depressione Caspica dal punto di vista geologico è simmetrica alla vasta pianura siberiana occidentale, dalla quale è separata dalla porta del Turgaj; non esiste invece una linea di confine ben definita che la separi dal grande bassopiano sarmatico, che si estende, pianeggiante o debolmente ondulato, sulla gran parte della Russia europea. La depressione caspica è parte della più grande depressione aralo-caspica, che si estende su una vastissima zona di Europa, Medio Oriente e Asia Centrale.
Nella Depressione Caspica sono presenti alcuni importanti giacimenti petroliferi; si rinvengono con discreta frequenza anche importanti accumuli di sale (duomi salini), dovuti al clima arido e al fatto che l'intera regione era un tempo sommersa dal grande mare chiamato Paratethis.
Dal punto di vista idrografico, l'intera regione è molto povera. I corsi d'acqua, con le due grosse eccezioni dei bassi corso del Volga e dell'Ural, sono raramente permanenti, dal momento che parecchi di essi si seccano completamente durante la stagione estiva; sono inoltre diffusi i bacini endoreici (come ad esempio i bacini dei due fiumi gemelli Malyj Uzen' e Bol'šoj Uzen', fra i maggiori). Stesso discorso può essere fatto per i laghi, che sono generalmente piccoli e caratterizzati da elevata salinità.

## Clima, vegetazione e suolo
La Depressione Caspica è una zona prevalentemente caratterizzata da clima arido ed estremamente continentale. Le estati sono ovunque calde, con temperature medie variabili fra i 22 °C e i 24 °C; gli inverni sono invece freddi (temperature medie di gennaio comprese fra i -8 °C e i -14 °C), anche se poco nevosi. Diretta conseguenza delle caratteristiche climatiche è la vegetazione, che è ovunque molto povera; le zone meno aride, alle estremità occidentali e settentrionali, sono coperte dalla steppa, che trapassa via via nel semideserto procedendo verso sud ed est.
Questi mutamenti nel manto vegetazionale si riflettono anche sui suoli: le terre nere (černozëm) caratteristiche della steppa diventano via via più chiare mano a mano che questa si dirada, producendo suoli color nocciola (kastanozëm) spesso interessati da accumuli localizzati di sali.